# Flecha de Heist
La Flecha de Heist (llamado oficialmente: Market Heistse Pijl) es una competición de Ciclismo de un día que se disputa en Bélgica alrededor de Heist-op-den-Berg en la provincia de Amberes.
Con una larga historia como critérium, se disputó ininterrumpidamente hasta el 1983. El año 2008 se recuperó coincidiendo con el milenario de la ciudad. A partir del 2016 forma parte del UCI Europe Tour.

## Palmarés

### Critérium (hasta 1983)
| - 1927: August Mortelmans - 1928: August Mortelmans - 1929: Denis Verschueren - 1930: August Mortelmans - 1931: Auguste Van Tricht - 1932: August Mortelmans - 1933: Theo Geunis - 1934: Gustaaf Deloor - 1935: Frans Dictus - 1936: Frans Van Hassel - 1942: Eugeen Jacobs - 1945: Jean Bogaerts - 1946: Stan Ockers - 1947: Constant Verschuren - 1948: Victor Jacobs - 1949: Charles Vandormael - 1950: Josephus Van Staeyen | - 1951: Charles Vandormael - 1952: René Janssens - 1953: Rik Van Looy - 1954: Willy Vannitsen - 1955: Jozef Mariën - 1956: Emiel Severeyns - 1957: Jan Van Gompel - 1958: André Vlayen - 1959: Leopold Schaeken - 1960: Willy Vanden Berghen - 1961: Louis Troonbeeckx - 1962: Jean-Baptiste Claes - 1963: Victor Van Schil - 1964: Alfons Hermans - 1965: Michel Jacquemin - 1966: Victor Van Schil - 1967: Paul In 'T Ven | - 1968: Victor Van Schil - 1969: Rik Van Looy - 1970: Herman Van Springel - 1971: Frans Verbeeck - 1972: Louis Verreydt - 1973: Willy Scheers - 1974: Jos Jacobs - 1975: Roger Swerts - 1976: Marcel Laurens - 1977: Frans Verbeeck - 1978: Jozel Gysemans - 1979: Eddy Verstraeten - 1980: Marcel Laurens - 1981: Daniel Willems - 1982: Marcel Laurens - 1983: Willen Van Eynde |

### Nueva versión (desde 2008)
| Año  | Ganador            | Segundo              | Tercero          |
| ---- | ------------------ | -------------------- | ---------------- |
| 2008 | Geert Omloop       | Staf Scheirlinckx    | Evert Verbist    |
| 2009 | Greg Van Avermaet  | Wouter Weylandt      | Denis Flahaut    |
| 2010 | Aidis Kruopis      | Gorik Gardeyn        | Joost Posthuma   |
| 2011 | Björn Leukemans    | Rob Goris            | Jasper Stuyven   |
| 2012 | Maxime Vantomme    | Matthew Brammeier    | Eliot Lietaer    |
| 2013 | Tom Boonen         | Kenny Dehaes         | Sean De Bie      |
| 2014 | Tom Boonen         | Jonas Van Genechten  | Kenny Dehaes     |
| 2015 | Sander Armée       | Nikolas Maes         | Tom Van Asbroeck |
| 2016 | Dylan Groenewegen  | Wouter Wippert       | Aidis Kruopis    |
| 2017 | Jasper De Buyst    | Kenny Dehaes         | Joeri Stallaert  |
| 2018 | Emīls Liepiņš      | Wouter Wippert       | Aksel Nõmmela    |
| 2019 | Álvaro Hodeg       | Jasper Philipsen     | Rory Townsend    |
| 2020 | Sasha Weemaes      | Gerben Thijssen      | Emiel Vermeulen  |
| 2021 | Pascal Eenkhoorn   | Yves Lampaert        | Jonas Rickaert   |
| 2022 | Arnaud De Lie      | Giacomo Nizzolo      | Mark Cavendish   |
| 2023 | Olav Kooij         | Jordi Meeus          | Robbe Ghys       |
| 2024 | Alexander Kristoff | Casper van Uden      | Amaury Capiot    |
| 2025 | Paul Magnier       | Tobias Lund Andresen | Simon Dehairs    |